# يويسه لسكينن
يويسـِه لسكينن (Juice Leskinen؛ يوانكوسكي، 19 فبراير 1950 - تامبيري، 24 نوفمبر 2006) أحدا أبرز كتاب الاغاني والمغنيين الفنلنديين من أواخر القرن العشرين . من أوائل السبعينات فصاعدا أصدر ما يقرب من 30 ألبومات كاملة الطول، فضلاً تكابته كلمات أغاني لعشرات الفنانين الفنلندية. باتت العديد من أغاني لسكينن تعد من كلاسيكيات الموسيقى الشعبية الفنلندية، على سبيل المثال، "Viidestoista yö" و "Kaksoiselämää" و "sävel Syksyn". تعتبر أولى تسجيلاته علامات فيما يسمى بحركة مانسيروك في منتصف السبعينات . وبالإضافة لأعمال لسكينن الموسيقية، ركز على الشعر والكتابة المسرحية فنشر تسع مجموعات شعرية وسبع مسرحيات.

## روابط خارجية
- يويسه لسكينن على موقع IMDb (الإنجليزية)
- يويسه لسكينن على موقع ميوزك برينز (الإنجليزية)
- يويسه لسكينن على موقع ديسكوغز (الإنجليزية)
- يويسه لسكينن على موقع قاعدة بيانات الفيلم (الإنجليزية)